# Greg Kwedar
Greg Kwedar (Fort Worth, ...) è un produttore cinematografico, sceneggiatore e regista statunitense, candidato al Premio Oscar alla miglior sceneggiatura non originale per Sing Sing.

## Biografia
Greg Kwedar ha debuttato come regista nel 2016 con Transpecos, presentato al South by Southwest. Nel 2023 ha diretto il film Sing Sing con Colman Domingo e Clarence Maclin. Grazie al suo lavoro al film, è stato candidato al Premio Oscar, al Premio BAFTA e al Critics' Choice Award per la miglior sceneggiatura non originale. 

## Filmografia

### Produttore

#### Cinema
- Rising from Ashes, regia di T.C. Johnstone (2012)
- Transpecos, regia di Greg Kwedar (2016)
- Ghost Fleet, regia di Shannon Service e Jeffrey Waldron (2018)
- Running with Beto, regia di David Modigliani (2019)
- L'ultima corsa (Jockey), regia di Clint Bentley (2021)
- Sing Sing, regia di Greg Kwedar (2023)
- Train Dreams, regia di Clint Bentley (2025)

#### Televisione
- BTS: A Web Series - webserie, 3 episodi (2011)

### Cortometraggi
- Manos de madre, regia di Greg Kwedar (2009)
- Dared, regia di Danny Brough-Stevenson (2012)
- I'll Remember Everything, regia di Clint Bentley (2014)
- Dakota, regia di Greg Kwedar (2015)
- 9 Races, regia di Clint Bentley (2017)
- WiLdMan, regia di Will Brittain (2021)

### Sceneggiatore

#### Cinema
- Transpecos, regia di Greg Kwedar (2016)
- L'ultima corsa (Jockey), regia di Clint Bentley (2021)
- Sing Sing, regia di Greg Kwedar (2023)
- Train Dreams, regia di Clint Bentley (2025)

#### Cortometraggi
- Guest Room, regia di Greg Kwedar (2009)
- La pluma, regia di Greg Kwedar (2009)
- Manos de madre, regia di Greg Kwedar (2009)
- Dakota, regia di Greg Kwedar (2015)
- 9 Races, regia di Clint Bentley (2017)

### Regista

#### Cinema
- Transpecos (2016)
- Sing Sing (2023)

#### Cortometraggi
- Guest Room (2009)
- La pluma (2009)
- Manos de madre (2009)
- Dakota (2015)

## Riconoscimenti
- Premio Oscar
  - 2025 - Candidatura alla miglior sceneggiatura non originale per Sing Sing
- Premio BAFTA
  - 2025 - Candidatura alla miglior sceneggiatura non originale per Sing Sing
- Critics' Choice Awards
  - 2025 - Candidatura alla miglior sceneggiatura non originale per Sing Sing